# Балка Суха (притока Чаплинки)
Балка Суха — балка (річка) в Україні у Магдалинівській селищній громаді Дніпропетровської області. Права притока річки Чаплинки (басейн Дніпра).

## Опис
Довжина балки приблизно 11,17 км, найкоротша відстань між витоком і гирлом — 9,31 км, коефіцієнт звивистості річки — 1,20. Формується декількома балками струмками та загатами. На деяких ділянках балка пересихає.

## Розташування
Бере початок на південній стороні від села Тарасівки. Тече переважно на південний схід через село Любомирівку і впадає в річку Чаплинку, ліву притоку річки Орілі.

## Цікаві факти
- У селі Любомирівка балку перетинає автошлях Т 0414[3] (автомобільний шлях територіального значення у Дніпропетровській області. Пролягає територією Дніпровського та Самарівського районів через Кам'янське — Петриківку — Магдалинівку. Загальна довжина — 46,4 км).
- У XX столітті на балці існували скотний двір, водокачка, газгольдер та декілька газових свердловин[2].